# Iru Hečanovi
Irina »Iru« Hečanovi (gruzinsko ირინა "ირუ" ხეჩანოვი), poklicno znana kot Iru, gruzinska pevka in besedilopiska * 3. december 2000.

## Kariera
Irina Hečanovi se je rodila 3. decembra 2000 v Tbilisiju, vendar je armenskega rodu. Kot otrok se je že udeleževala različnih pevskih tekmovanj. Leta 2011 je na svoj enajsti rojstni dan, kot članica dekliške skupine Candy zastopala Gruzijo na Mladinski otroške Evrovizije 2011 v Erevanu v Armeniji. Skupina je na tekmovanju zmagala s 108 točkami.
Leta 2019 se je udeležila Gruzijskega idola. Leta 2021 je izdala svoj debitantski solo singel »No Jerk Around Me«.
Leta 2022 je Iru sodelovala kot gost na Mladinski pesmi Evrovizije 2022, bila je tudi soavtor pesmi »I Believe«, gruzijske otroške predstavnice Mariam Bigvava. Mariam je na tekmovanju končala na tretjem mestu.
Kasneje istega leta je bil Iru udeleženka pete sezone The Voice Georgia. Na tekmovanju je dne 2. februarja zmagala in pridobila pravico zastopati Gruzijo na Pesmi Evrovizije 2023. Njena pesem »Echo« je izšela 16. marca 2023. Iru je nastopila je drugem polfinalu 11. maja 2023, vendar je končala na 12. s 33 točkami in se ni uvrstila v finale.

## Diskografija

### Pesmi
- »No Jerk Around Me« (2021)
- »Not Like Today« (2022)
- »Tu mama« (2022)
- »Idea« (2023)
- »Echo« (2023)
- »Seen« (2023)